# Gamber
Gamber is een bestuurslaag in het regentschap Karo van de provincie Noord-Sumatra, Indonesië. Gamber telt 450 inwoners (volkstelling 2010).